# Uwe Pischel
Uwe Pischel (* 1973 in Frankfurt (Oder)) ist ein deutscher Chemiker und Professor am Forschungszentrum für Nachhaltige Chemie (spanisch Centro de Investigación en Química Sostenible – CIQSO) an der Fakultät für Chemie der Universität Huelva.

## Leben
Pischel besuchte von 1984 bis 1993 in seiner Geburtsstadt das Gauß-Gymnasium. Er absolvierte ein Chemiestudium an der Technischen Universität Dresden und an der Humboldt-Universität zu Berlin, das er 1998 mit dem Diplom abschloss. Promoviert wurde er 2001 an der Universität Basel mit einer Arbeit zur Organischen Photochemie. Durch ein Auslandsstipendiat der Deutschen Forschungsgemeinschaft folgte 2002 ein Post-Doc-Aufenthalt an der Polytechnischen Universität Valencia.
2003 ging er an die Universität Porto. Mittels eines Ramon-y-Cajal-Stipendiums ging er an die Polytechnische Universität Valencia und 2007 an die Universität Huelva, wo er ab 2009 als Profesor Contratado Doctor (in etwa vergleichbar einem Akademischen Rat) und ab 2012 als Associate Professor das Fach Organische Chemie unterrichtete. 2015 erhielt er die Habilitierung zur Vollprofessur (Catedrático universitario).
Pischels Forschungsgebiete sind insbesondere die Photochemie und die Supramolekulare Chemie. Er verfasste über 90 Arbeiten (Stand 2017).

## Auszeichnungen
- 2003: Albert-Weller-Preis der Fachgruppe Photochemie der Gesellschaft Deutscher Chemiker
- 2013: Grammaticakis-Neumann-Preis der Schweizerischen Chemischen Gesellschaft